# Ejército Republicano Irlandés (1919-1922)
El Ejército Republicano Irlandés (IRA, en inglés: Irish Republican Army, en irlandés: Óglaigh na hÉireann) fue una organización paramilitar revolucionaria irlandesa. El cuerpo de Voluntarios Irlandeses existente desde 1913, fue constituido como Ejército Republicano Irlandés (IRA), cuando se constituyó la República de Irlanda en 1919. A partir de entonces, el IRA libró una campaña guerrillera contra la ocupación británica de Irlanda en la Guerra de Independencia de 1919-1921, que concluyó con la firma en 1921 del Tratado anglo-irlandés, con el reconocimiento por parte del Reino Unido del Estado Libre Irlandés como país independiente. 
Una vez constituido, el Estado Libre Irlandés estableció el Ejército del Estado Libre Irlandés, como ejército nacional. Pero la mayoría del IRA se opuso al tratado y formó el «IRA anti-tratado», dando inicio a la guerra civil irlandesa entre ambos ejércitos, durante 1922 y 1923. El IRA anti-tratado fue vencido en la guerra civil, pero el grupo armado siguió existiendo hasta 1969 con el fin de crear una república completamente independiente que abarcara toda Irlanda, tal como había sido declarado en 1916. Actualmente, dos de los principales partidos políticos en la República de Irlanda, Fine Gael y Fianna Fáil, son descendientes directos de los dos bandos en que se dividió el IRA en 1922.